# 大越 (山形県の峠)
大越（おおこし）は、山形県西川町と鶴岡市を結ぶ峠である。標高920m。

## 概要
本来六十里越街道（ろくじゅうりごえかいどう）は、出羽国の内陸部と庄内を結ぶ唯一の陸路として出羽国の成立とともに開削された。この街道は塩や物資の流通路としての役目だけではなく、出羽三山の信仰が羽黒山を中心に勃興すると三山詣の道・修験の道として変貌してきた。
国道112号自体が、古来から「六十里越街道」と呼ばれているが、特に大越を越えるルートを月山道路と区別するために六十里越街道と称することがある。
国道112号の旧道であり、かつては山形と鶴岡を結ぶ路線バスも走っていたが、1981年の月山道路全面開通以降、大型車は通行禁止となり冬季通行止である（おおよそ12月～6月にゲートを閉めて通行止めとなる。それ以外の時期も工事等の状況により通行止めになる場合がある）。
国道112号月山道路が並行して走っており、ほとんどの車は月山道路を走り抜ける。しかし、月山道路には15.9kmの自動車専用道路区間が設けられているため、原付・自転車及び歩行者は月山道路の自動車専用道路区間を通行できない。このため、原付等が自動車専用道路区間を回避するにはこの旧道を通行しなければならない。
国道112号月山沢から分岐し、九十九折の急坂を駆け上がると、運動公園やキャンプ場が整備された弓張平高原に出、さらに進むと志津温泉の小さな温泉街へと至る。ここまで2車線の道路で、ここから先が、田麦俣まで1.5車線の規制区間となる。
志津温泉を出てしばらく進むと山形県道114号月山志津線の分岐があり、ここから山形県立自然博物園、月山夏スキー場へと向かう。ここから先は本格的な峠の山越えの様相となり、いくつもの沢を越え、時々眼下に月山道路を望み、やがて峠の頂上大越に至る。大越のほぼ直下を国道112号月山第一トンネルが通る。
大越から先をしばらく進むと、湯殿山道路との交差点が突如出現し、ここを右折すると出羽三山の一つ、湯殿山神社がある。この先は急激に標高を下げながら下界へと向かい、擂鉢状の谷間にある「多層民家」で有名な寒村、田麦俣にて月山道路と再び合流する。
大型車の通行こそないものの、月山道路にはない峠越えの雰囲気を求めて、普通車の通行がある。秋の紅葉の頃には、麓から大越にかけて劇的に葉の色が変わる光景が楽しめる。

## 逸話
- 庄内地方の塩を出羽国内陸部へ運ぶための重要な街道であったという伝承も残る。
- 戦国時代末期、寒河江氏が大宝寺氏（武藤氏）救援のために使用した街道であり、また慶長出羽合戦で庄内上杉軍が侵攻したルートの一つである。

## 参考資料
- 寒河江市史編さん委員会　『寒河江市史　上巻』　1994